# ويلهلم فرانز ماير
ويلهلم فرانز ماير (بالألمانية: Wilhelm Franz Meyer)‏ هو رياضياتي ألماني، ولد في 2 سبتمبر 1856 في ماغديبورغ في ألمانيا، وتوفي في 15 مايو 1934 في كونيغسبرغ في الإمبراطورية الروسية.